# Destilaria Annandale
Destilaria Annandale (Annandale Distillery) é uma destilaria de uísque que produz single malt em Annandale, Dumfries and Galloway, Escócia.
A Destilaria Annandale foi aberta em 1830 por George Donald e posteriormente foi comprada por Johnnie Walker em 1893 e fechada em 1924.
Em 2007 a destilaria foi reaberta pela Annandale Distillery Company. Em 2008, a empresa recebeu um subsídio de £ 150.000 do Regional Selective Assistance (RSA) como parte de um investimento £ 4m que irá empregar até 19 pessoas.
Em novembro de 2014, a Annandale Visitor Centre foi aberta e os primeiros barris foram destilados.